# Sanski Most
Sanski Most város és községközpont Bosznia-Hercegovinában, a Bosznia-hercegovinai Föderáció Una-Szanai kantonjában.

## Fekvése
Bosznia-Hercegovina északnyugati részén, Bihácstól légvonalban 63, közúton 84 km-re keletre, Prijedortól légvonalban 24, közúton 30 km-re délre, a Szana folyó középső folyásánál található. Maga Sanski Most település 20,31 km2, a község pedig 766,83 km2 területű. A községet nyugaton a Grmeč-hegység, keleten pedig a Mulež- és Behremaginica-hegység határolja. Sanski Most településen a Szana folyó és nyolc patak folyik át: a Sanica, a Dabar, a Zdena, a Bliha, a Majdanska Rijeka, a Japra, a Sasinka és a Kozica, valamint több rövidebb víznyelő is található a területén. Környékén számos bővízű karsztforrás található, amelyek egyben folyók forrásai is. Ilyenek a Sanička-forrás, a Dabarsko-forrás és a Zdena-forrás. A Mulež-hegység lábánál fekvő Ilidžán egy jelentős gyógyhatású radioaktív kénes vízforrás található. Területén több nagyobb barlang is van, köztük a Hrustovača, a Dabarska pećina és a Fajtovačka-barlang. A Szana-völgy északi nyitottsága miatt ezt a területet a közép-európai éghajlat jelelmzi.

## Népessége

### Sanski Most község
| Nemzetiségi csoport | Népesség 1991 | Népesség 2013 |
| ------------------- | ------------- | ------------- |
| Szerb               | 25 363        | 1 837         |
| Bosnyák             | 28 136        | 38 344        |
| Horvát              | 4 322         | 722           |
| Jugoszláv           | 1 247         | 4             |
| Egyéb               | 1 239         | 366           |
| Összesen            | 60 307        | 41 475        |

### Sanski Most település
| Nemzetiségi csoport | Népesség 1991 | Népesség 2013 |
| ------------------- | ------------- | ------------- |
| Szerb               | 7 831         | 401           |
| Bosnyák             | 7 245         | 15 930        |
| Horvát              | 646           | 177           |
| Jugoszláv           | 901           | 3             |
| Egyéb               | 521           | 302           |
| Összesen            | 17 144        | 16 913        |

## Története

### Őskor és ókor
Kedvező földrajzi fekvésének és éghajlatának köszönhetően a Bosanska Krajina és vele együtt Sanski Most község területe a történelem előtti időkben lakott volt. Erre számos lelőhely – várrom – utal. Az 1946 és 1971 között végzett kutatások alapján megállapították, hogy Sanski Most környékén sok ókori vár és erőd romja található. Az egyik ilyen rom a mai Sanski Most területén található Stara Rijeka településen egy bányanyitáskor semmisült meg. További ilyen romok voltak Trnovában, Vrhpoljében, Čapljében, Donja Tramošnjában, Kljevciben, Jelašinovciban is.
Az őstörténet ezen a területen a rómaiak érkezése és uralmuk előtti időszakra oszlik. Az ezen a területen eddig feltárt műemlékek és egyéb leletek nem adtak felvilágosítást a vidék domborzatáról és népességéről. Az ókori források azonban azt mutatják, hogy a Szana és a Vrbas folyók völgyében egy illír törzs, a Mazaioi élt. 820 körül említik a Mren nevű kistelepülést, illetve Mren kikötőjét. A településből egy Sanski Most nevű város fejlődött ki, de ez a fejlődés lassú volt. Ennek a területnek a régészeti vizsgálata 18 őskori és ókori lelőhelyet tárt fel, további 19-et a római uralom korából, 20-at pedig a középkorból. A lakosok tárgyi kultúrájának maradványait tartalmazó helységek száma azt mutatja, hogy ez a terület közel 4000 évig folyamatosan lakott volt. Az őskori lelőhelyek közül minden bizonnyal a legfontosabbak a Hrustovačka Pećina és Dabarska Pečina, valamint a Sanski Most-i sírok nekropolisza.

### Középkor
A kora középkortól egészen a 13. századig ezen, valamint más környező területeken emberi létnek nincs nyoma, ami nem jelenti azt, hogy itt nem laktak volna emberek. Az eddig talált legrégebbi dokumentum, amely erről a vidékről beszél, IV. Béla magyar király 1244. július 20-án kelt oklevele. Ebben a dokumentumban, Matej Ninoslav bosnyák bán és humi fejedelem uralkodása idején Usorával és Solival együtt Donja Krajinát is a Bosnyák Bánság részeként említik. A megtalált és részben publikált dokumentumok, történészek, utazók és mások korábbi munkák alapján arra következtethetünk, hogy ez a terület először rövid ideig Horvátországhoz, majd a középkori bosnyák államhoz tartozott. Egy 1304. március 30-án kelt dokumentum szerint a „Donja Krajina” lakossága a bogumil bosnyák egyházhoz tartozott, ami konfliktushoz vezetett a katolikus vallású boszniai Mladen bán és a bogumil Hrvatinić vajda között.

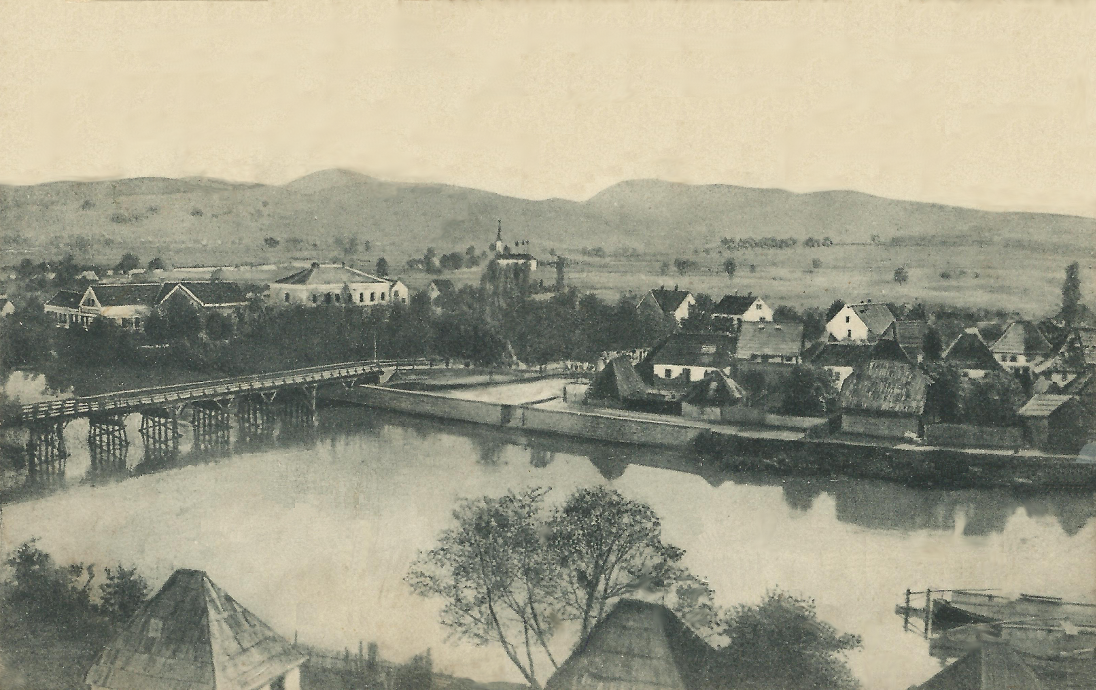
A város látképe 1912-ben

IV. Béla 1244. július 20-i oklevelében először szerepel a Donja Krajinát alkotó Sanska (Szana), Dubička (Dubica), Mrenska (Mren) és Vrbaška (Orbász) zsupánia (megye) is. Az egyik 1258-as iratban Mihailo Szana vajdája, egy másik, 1264. március 15-i dokumentum szerint pedig Szana ispánja eladja a király földjét a topuszkai apátságnak. A 13. század közepén a bosnyák bán címében Donja Krajina is szerepel, amin előbb a mai Sanski Most területétől délre fekvő területeket értették, majd az elnevezés átterjedt a Szana folyó középső folyásának területére. Egy 1334-ből származó dokumentum szerint Szana a zágrábi egyházmegyéhez kapcsolódó egyházi megkülönböztetéssel rendelkezett. Zsigmond magyar király a bosnyák és horvát uralkodókkal vívott csatáiban a Szanai zsupánia Zsigmond király kezére került. A király 1413-ban Hrvoje Vukčić Hrvatinić (magyarosan: Hervoja) hercegtől elvette és a Blagaji grófoknak adta. Ezért Hervoja herceg 1415-ben már a törökkel együtt folytatta a harcot Zsigmond ellen. Az összes eddig említett dokumentum egyértelműen megerősíti, hogy létezett Zana (Szana) város, létezett Zana (Szana) megye is, és mivel a középkori megyéket a megye székhelyéről nevezték el, ez azt jelenti, hogy a megye székhelye Szana megye Szana nevű városa volt.

### Török kor
Számos csata és uralkodóváltás után Szana területe 1499-től az oszmánok igazgatása alatt állt, Kamengrad pedig az egyik fő erősségük volt. A szanai terület történetét a török uralom első három évszázadában nagyon kevéssé kutatták. Az ismert források kizárólag Kamengrad erődítményéhez és településéhez, majd valamivel később Stari Majdan erődhöz és településhez kapcsolódnak. Amikor a törökök elfoglalták Kamengrádot, ez lett az azonos nevű náhije székhelye, amely az egykori Szana megye egy részét is magában foglalta. Amikor 1565-ben a törökök elfoglalták Krupát, a kamengrádi oszmán helyőrség nagy része odaköltözött, és Kamengrad elvesztette addigi szerepét és hatalmát.

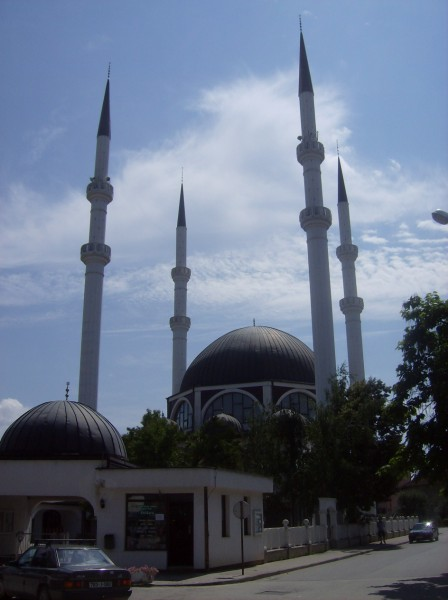
A négyminaretes Hamza Bej mecset

Az 1788-1791-es dubicai háborúban, amelyet Ausztria indított Törökország ellen az Unamenti határon és Likában, valószínűleg a Szana környéki muszlimok is részt vettek, akik igen erős ellenállást tanúsítottak az osztrák csapatokkal szemben. Mivel Törökország elveszített néhány várost, a muszlim családok nagy számban vonultak vissza erről a területről a Szana-völgy területére. Miután 1711-ben felszámolták a Bihácsi szandzsákot a Boszniai pašaluk újjászervezésével, Kamengrad lett az új kadiluk központja, amely megegyezett Banja Luka, Bihács és Jajca jogállásával. Székhelye ekkor Stari Maidanban (Madeni Atik) volt. Abban az időben a Kamengrádi kadiluk a következő plébániákat, illetve várakat foglalta magában: Kamengrad, Pećigrad (Tur Mihalpekler), Šturlić, Mala Kladuša, Velika Kladuša, Podvizd, Vranograd (Vrnograč), Todornovi, Bužim, Stijena, Stari Majdan (Madeni Atik) Sana (Ključ), Bilaj, Blagaj, Jezerski, Krupa, Otoka (Adai Kebir), Sanski Most (Jisri Sana), Cazin és Ostrožac.
Két török defter is megerősíti, hogy a Szanai náhije és a Kamengradi náhije egy időben létezett. Ezek szerint a Kamengradi náhije a Kamengradtól nyugatra, északra és délre eső területet, valamint néhány tőle keletre eső területet fedett le; a Szanai náhije pedig Pobriježje és néhány, a Szana folyó jobb partján fekvő falu, valamint a mai Sanski Mosttól délre eső Tomina, Kijevo és Čaplje, valamint a Szana folyó mindkét oldalán, és a mai Sanski Mosttól északra fekvő Oštra Luka, Sasina, Stratinska és Čarakovo területére terjedt ki. A Bosznia-Hercegovina-i határ menti területein, köztük Kamengradskában található kapitányságot a várakról nevezték el. Az egyik ilyen a Jisri Sana kapitányság (dzsisum, arabul - híd) volt. A törökök behatolása ezekre a vidékekre jelentős változásokat idézett elő a lakosság összetételében. A 18. században ezeken a vidékeken a törökök Likáról és Horvátország néhány más területéről való kivonulását követte a muszlim lakosság intenzívebb betelepülése. Az Oszmán Birodalom megváltoztatta a társég demográfiai térképét azzal is, hogy a lakosság egy részét eltörökösítette, mely áttért az iszlám hitre. Ennek a változásnak a bizonyítéka számos szerb és horvát vezetéknevű muszlim család. A keresztény lakosság betelepítése különösen intenzív volt a 19. század közepén, és még inkább Bosznia-Hercegovina 1878 utáni osztrák-magyar annektálása után. Ezután a szerbek és horvátok nagyobb mozgása falvakról nagyobb településekre (városok, kisvárosok) irányult, amelyek a 19. század közepéig kizárólag muszlim vallásúak voltak.

### Az osztrák-magyar uralom

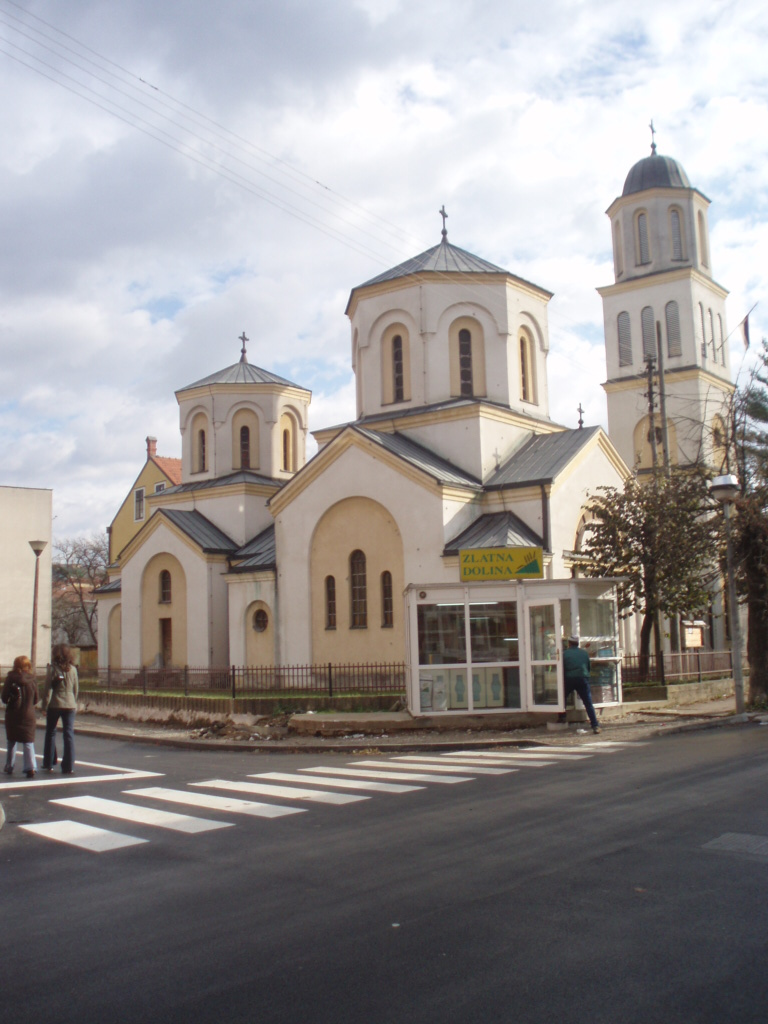
A Szent Péter és Pál ortodox templom

Ausztria-Magyarország 1878. július 29-én kezdte meg Bosznia-Hercegovina megszállását. A legádázabb és legvégső csatákat a boszniai Krajinában vívták. Ključ szeptember 8-i elfoglalását Sanski Most, Stari Maidan és Kamengrad elfoglalása követte. Ezekre a területekre érkezve Ausztria-Magyarország új közigazgatási felosztást hajtott végre. Egy 1910-es népszámlálás szerint a Sanski Most járás területe 1017 km2, melynek két városi önkormányzata (Sanski Most és Stari Majdan) és 38 422 lakosa volt. Az 1914-es népszámlálás szerint egyedül Sanski Mostnak 2234 lakosa volt, ebből 1249 muszlim, 679 szerb, 249 horvát, 41 spanyol zsidó, 1 evangélikus és 14 zsidó. A városban több mint 50 üzlet és kézműves üzlet, egy szálloda és a Nemzeti Bank fiókja működött.
Az első világháború idején 1914-1918. Ausztria-Magyarország nagyszámú embert mozgósított Bosznia-Hercegovinából és küldte őket a hadszíntérre Olaszország, Szerbia és Oroszország irányába. A háború előrehaladtával Ausztria-Magyarország és szövetségesei egyre nagyobb veszteségeket szenvedtek el. A balkáni, majd az olasz fronton elszenvedett vereség után Ausztria-Magyarország szétesett, és Belgrádban 1918. december 1-jén megalakult a Szerb-Horvát-Szlovén Királyság. Bosznia-Hercegovina Szerbiához csatolásáért nagyon erős volt az agitáció, és végül 1918-ban csatlakozott az új délszláv államhoz. 1918. december 1-től a Szerb-Horvát-Szlovén Királyság, illetve 1929. január 6-tól a Jugoszláv Királyság fennállása alatt Sanski Most volt a megye központja. 1929 és 1941 között az új közigazgatási átszervezés után Sanski Most a Vrbas banovina része volt. 1930-ban a Sanski sreznek 8 községe (Budimlić Japra, Dabar, Gornji Kamengrad, Lušci Palanka, Sanski Most, Sasina, Stari Majdan és Tomina) és 87 települése volt.

### A második világháborútól napjainkig
A második világháború alatt ezeken a területeken a lakosság tömegesen lépett fel az ország védelmében. Jelentős esemény volt a ZAVNOBiH második ülésszaka Sanski Mostban (1944. június 30. és július 2. között).
A statisztikai adatok szerint Sanski Most községnek a második világháborúban 3605 áldozata volt. A háború befejezése után megkezdődött a lerombolt város újjáépítése. Az Encyclopedia of Jugoslavia 1968-as cikkében a városról ez állt: „Sanski Most város és községközpont a Banja Luka-i régióban. 158 m tengerszint feletti magasságban fekszik. Van benne fűrészmalom, építőipari és villamosipari cég, panellapgyár, téglagyár, szénbánya Kamengradban, dohányraktár. A Prijedor keskeny nyomtávú vasút a Sanski Moston halad át.”

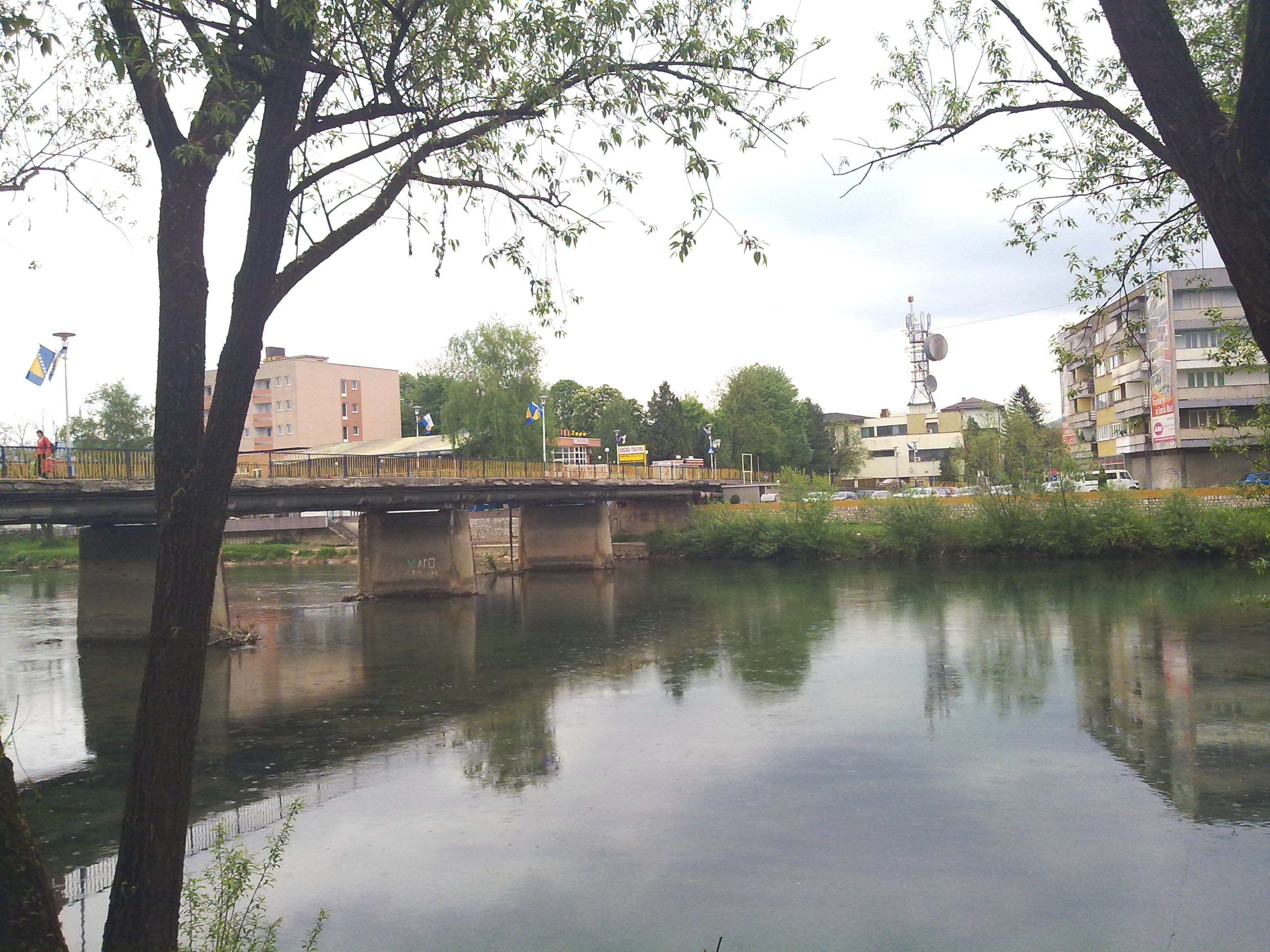
A Szanán átívelő városi híd

Az 1992-től 1995-ig tartó bosznia-hercegovinai háború alatt Sanski Most 1992 tavaszától 1995. október 10-ig a Boszniai Szerb Köztársaság Hadserege (VRS) erőinek irányítása alatt állt. A nem szerb lakosság egy része kénytelen volt elhagyni a várost, de még így is körülbelül 6000 bosnyák és horvát maradt a városban akiket gyakran bántalmaztak, megkínoztak, megaláztak, és lövészárkok ásására és kényszermunkára kényszerítették. Számos bűncselekményt követtek el Sanski Most falvaiban és településein, különösen Šehovciban, Mahalaban, Vrhpoljében és másokban. A háború végén már csak körülbelül 1000 nem szerb élt a városban, és a becslések szerint a város elvesztette háború előtti lakosságának csaknem a felét. A Sana '95 hadművelet során a Bosznia-hercegivia Köztársaság Hadserege (RBiH) ötödik és hetedik hadtestének egyesített erői Atif Dudaković és Mehmed Alagić tábornok parancsnoksága alatt 1995. október 10-én nyugatról és délről támadtak, elfoglalták Sanski Mostot, majd folytatták előrenyomulásukat északra, Prijedor felé. Közvetlenül a város elfoglalása előtt szerb források szerint mintegy 27 000 szerb menekült el a hadsereggel együtt és elhagyta a várost. A szerb félkatonai alakulatok és a Željko Ražnatović Arkan vezette Boszniai Szerb Köztársaság hadserege pedig számos bűncselekményt és gyilkosságot követett el a megmaradt bosnyák és horvát lakossággal szemben a városban és környékén. A háború után a Sanski Mostot újjáépítették és modernizálták, és az elmenekült lakosság egy része visszatért.

## Gazdaság
Az osztrák kipufogócsöveket gyártó Remusnak Sanski Mostban van egy gyártóüzeme, amely körülbelül 300 embert foglalkoztat.

## Oktatás
Sanski Most településen hét általános iskola és három középiskola működik: a Sanski Most középiskola, a Sanski Most MSŠ, amelyek a középiskolai központban találhatók, és a Sanus Futurum mezőgazdasági középiskola.

## Kultúra
A „Szanai nyár” nevű a kulturális és szórakoztató rendezvényt több mint húsz éve tartják meg a városban. Az eseménysorozat fontos része Sanski Most turisztikai kínálatának. Kulturális, szórakoztató és sporttevékenységekkel vonzza a város és a környező települések lakosait és sok városlátogatót.

## Sport
- Az NK Podgrmeč. labdarúgóklubot 1944-ben alapították
- Az NK Radnički Zdena labdarúgóklubot 1952-ben alapították

## Nevezetességei
- Ókori település és temetőjének maradványai középkori temetővel. A régészeti feltárást 1895 és 1897 között F. Fiala végezte. Ennek során 176 sírt tárt fel, noha a település teljes területe az 1200 m2-t is meghaladta. A sírok gazdag mellékletekkel rendelkeztek, melyek között sok cserépedény, bronz használati tárgy, vasból készült fegyver, görög típusú bronz lábvértek kerültek elő. A település feltárásakor kerámiák, vas és bronztárgyak, öntőformák, egy olvasztókemence, lakóházak maradványai kerültek elő. Az ókori sírokon kívül néhány középkori sírt is feltártak, melyek a korai és késői vaskorból (i. e. 6. – 3. század), illetve a korai szláv korszakból a 9-10. századból származnak.[12]
- Sanski Most az egyetlen város az országban, ahol négy minaretes mecset található. Nevét arról az emberről kapta, aki a 16. században építtette – Hamza Bej Biharović szandzsákbégről. A mecsetet a történelem különböző korszakaiban építették újjá, a mostani mecsetet 2000-ben nyitották meg újra.
- A 12 méter széles Szana-híd a LED-es világításnak köszönhetően éjszaka is egyedülálló látványt nyújt.

## Híres emberek
- Mehmed Alagić, tábornok
- Milan Vukić, sakknagymester
- Anna Ibrisagic, svéd politikus
- Enver Redžić, történész
- Kemal Malovčić, énekes
- Milenko Zorić, szerb világ- és európabajnok kenus
- Vukašin Brajić, énekes
- Đorđe Kamber, labdarúgó

## Fordítás
- Ez a szócikk részben vagy egészben  a   Sanski Most című bosnyák Wikipédia-szócikk ezen változatának fordításán alapul.  Az eredeti cikk szerkesztőit annak laptörténete sorolja fel. Ez a jelzés csupán a megfogalmazás eredetét és a szerzői jogokat jelzi, nem szolgál a cikkben szereplő információk forrásmegjelöléseként.